# 2020年宏愿
2020年宏愿是由马来西亚第四任首相马哈迪·莫哈末于1991年2月28日第六个大马计划的会议上提出的政治方针，以“在2020年成为先进国”作为国家的奋斗目标。直至2020年，马来西亚依旧是发展中国家，有关宏愿以失败告终。而当年的倡议者马哈迪过后以希望聯盟领导的身份，接任第7任首相。

## 计划中的挑战
挑战一：共建一个拥有共同价值观与目标的团结马来西亚，马来西亚是一个和平的国家，不分地域与种族差异和睦共处，塑造一个忠于国家、肯于奉献的“马来西亚民族”。
挑战二：创建一个自由解放、稳定与进步的马来西亚社会，国人拥有自力更生的自信心，对一切成就怀有优越感，并能够勇于面对任何困境。马来西亚社群将凭着自我努力赢取肯定，能充分了解自己的潜能所在，不会轻易屈服，并得到其他国家人民的敬仰。
挑战三：培育和发展一个成熟民主的社会，打造一个增进相互了解，面向社会大众的马来西亚民主模式，使之成为其他发展中国家学习的榜样。
挑战四：打造一个具备伦理与道德修养的社会，对宗教价值观与精神坚贞不移，并秉持最高道德观念。
挑战五：创建一个开放与包容的社会，马来西亚各族能够自由奉行各自风俗习惯、文化与宗教信仰，并且对国家产生归属感。
挑战六：创建一个科技进步的社会，一个具有创新和前瞻性的社群，不只成为科技的使用者，也是未来科技进步的贡献者。
挑战七：创建一个富有爱心的社会与关怀文化，重视社会大体更胜于个人利益，人民的福祉不在围绕于国家或个人，而是在一个强而柔韧的家庭体系。
挑战八：确保一个经济公正的社会，国家财富将更加公平与合理地分配，且所有投身经济发展者将获享共同的果实。
挑战九：创建一个繁荣昌盛的社会，一个充满竞争、生气、活跃与强韧的经济体。

## 马哈迪表态
2018年6月11日，时任首相马哈迪·莫哈末在第24届亚洲未来国际大会上致词时坦言，2020年宏愿只可能在2025年或更早一些实现。他指出，鉴于所推行的政策与达致2020年宏愿不相符，从而导致推迟达到该目标。
2019年3月22日，马哈迪与巴基斯坦总理伊姆蘭·汗举行联合记者会时说，马来西亚和其他穆斯林国家应该努力发展，使其与世界发达国家平起平坐：“大马计划在2020年成为发达国家，但不幸的是，这个宏愿仍无法实现。”“但我们仍然维持这个宏愿，希望在2025年成为一个发达国家，我们希望这成为发达国家的目标，不局限于大马。”。10月7日，马哈迪在国会下议院回答伊斯兰党主席哈迪阿旺的提问时指称，第五任首相阿都拉·巴达威与第六任首相纳吉·阿都拉萨执政期间，拖慢了国家发展步伐，才导致2020年宏愿无法达标。
2020年1月6日，马哈迪在马来语电台Koolfm的访谈中说：“虽然我们没有完全达致2020年宏愿，不过我们至少达到其中一些目标。如果比较1991年推介2020年宏愿时，我们现在的情况已经有改变。”。他还说：“人民更有发展，国家更繁荣，全国都可明显看到发展，基本设施更好。许多2020年宏愿的目标已经达到。”。11月28日，马哈迪在《Kapsul Wawasan》专访中认为在他辞职后，国家的基建政策出现变化，导致2020年宏愿失败。12月31日，马哈迪在脸书通过视频发表元旦献词时表示，2020年本来是马来西亚欢庆成为先进国的一年，但是马来西亚无法成为先进国，反而在这一年面对异于寻常的挑战：“马来西亚不仅没有成为先进国，还与其他国家一样受到2019冠状病毒病攻击，这是一种非常容易传染的疾病，导致我们不能与其他靠近。”。
2021年2月10日，马哈迪在接受《自由今日大马》专访时表示，2020年宏愿原本是有望达标，但却在他卸任后，因继任首相不遵循他本已设定好的政策才导致失败。

## 歌曲
《2020年宏愿》同名爱国歌曲由法利什·丹尼尔作词。

## 影视作品
- 胶囊 (电影)